# Karabin maszynowy MG 151
MG 151 (MG 151/15) – lotniczy wielkokalibrowy karabin maszynowy kalibru 15mm, produkowany od 1940 roku przez Waffenfabrik Mauser. W 1941 roku na jego bazie powstało działko 20 mm MG 151/20, które stanowiło uzbrojenie wielu samolotów niemieckiej Luftwaffe podczas II wojny światowej.

## Konstrukcja
Karabin maszynowy MG 151 był oparty na zasadzie krótkiego odrzutu lufy z zamkiem ryglowanym przez obrót; montaż musiał uwzględniać ok. 18 mm długi odrzut broni. Karabin miał długą na 125 cm lufę, przy ogólnej długości 193 cm i wadze 42 kg. Zasilany był z taśmy, szybkostrzelność teoretyczna wynosiła 700 strz./min. Pierwotnie przeznaczony do montowania nad silnikiem, karabin charakteryzował się długą i smukłą lufą.
Nabój 15 × 96 mm miał dwie wersje, ze spłonką zwykłą i elektryczną (dla ułatwienia synchronizacji). Używał pocisku burzącego o masie 57 g, przeciwpancernego ze smugaczem (72 g) i pełnokalibrowego z rdzeniem (52 g). Energia wylotowa tych pocisków wystrzelonych z MG 151 wynosiła odpowiednio 26,3 kJ, 26 kJ i 27,7 kJ.
Chęć zwiększenia mocy niszczącej pocisków spowodowała, że nabój 15 × 96 przekonstruowano, zwiększając średnicę szyjki łuski do 20 mm i skracając łuskę. Otrzymany w ten sposób nabój 20 × 82 służył do zasilania wersji karabinu (działka) MG 151/20. Wystrzeliwany z niego pocisk burzący o masie 115 g osiągał prędkość wylotową 710 m/s i energię 29 kJ; specjalny pocisk burzący M-Geschoss o masie 92 g odpowiednio – 800 m/s i 29,4 kJ.
Wersja 20 mm broni miała masę 42 kg, była nieco krótsza (177 cm), z lufą długą na 110 cm; szybkostrzelność pozostała bez zmian. Działko MG 151/20 miało bardzo solidną i niezawodną konstrukcję i pozostało głównym uzbrojeniem niemieckich samolotów, mimo że nie miało specjalnie dobrych osiągów jeśli chodzi o wagę, czy szybkostrzelność.

## Użycie
Od 1941 karabin MG 151/15 stanowił główne uzbrojenie samolotów myśliwskich Messerschmitt Bf 109 w wersji F-2, a także na samolotach Heinkel He 115C (na dziobie) i jako wewnętrzny w skrzydłach Fw-190. Jako uzbrojenie obronne używany był na maszynach Dornier Do 217.
Działko MG 151/20 stanowiło podstawowe uzbrojenie większości niemieckich samolotów, w tym w instalacjach Schräge Musik. Montowano je m.in. na samolotach Bf 109 od wersji F4 wzwyż, Heinkel He 162 Salamander (2 sztuki), Heinkel He 280 (3 sztuki), Fiat G.55, Henschel Hs 132, Fw-190D (2 sztuki), Henschel Hs 129 (2 sztuki), Messerschmitt Me 210 (2 sztuki).
Pod koniec wojny zdemontowane z samolotów karabiny używane były jako naziemna broń przeciwlotnicza, montowana na potrójnych podstawach na transporterach półgąsienicowych Sd.Kfz.251/21.